# Lächelnder Engel von Reims

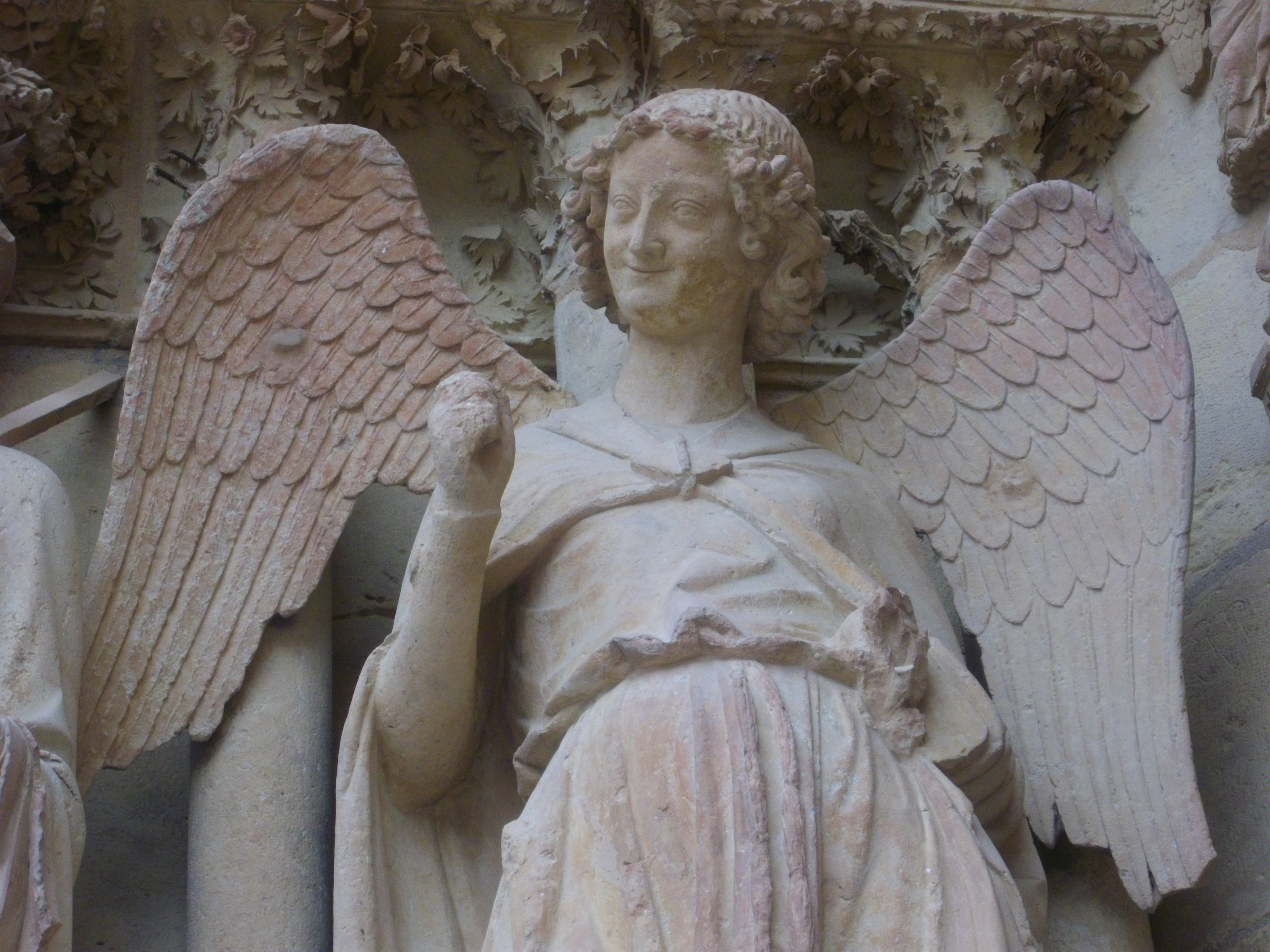
L’Ange au Sourire, Westfassade der Kathedrale von Reims

Der Lächelnde Engel (französisch L’Ange au Sourire oder Sourire de Reims ‚Das Lächeln von Reims‘) ist eine um 1250 entstandene Skulptur im gotischen Stil an der Fassade der Kathedrale von Reims. Sie findet sich im nördlichen (linken) Gewände des nördlichen Portals der Westfassade. Ihr Name leitet sich vom Gesicht des Engels ab, welches ein heiteres, verhaltenes Lächeln zeigt.

## Beschreibung

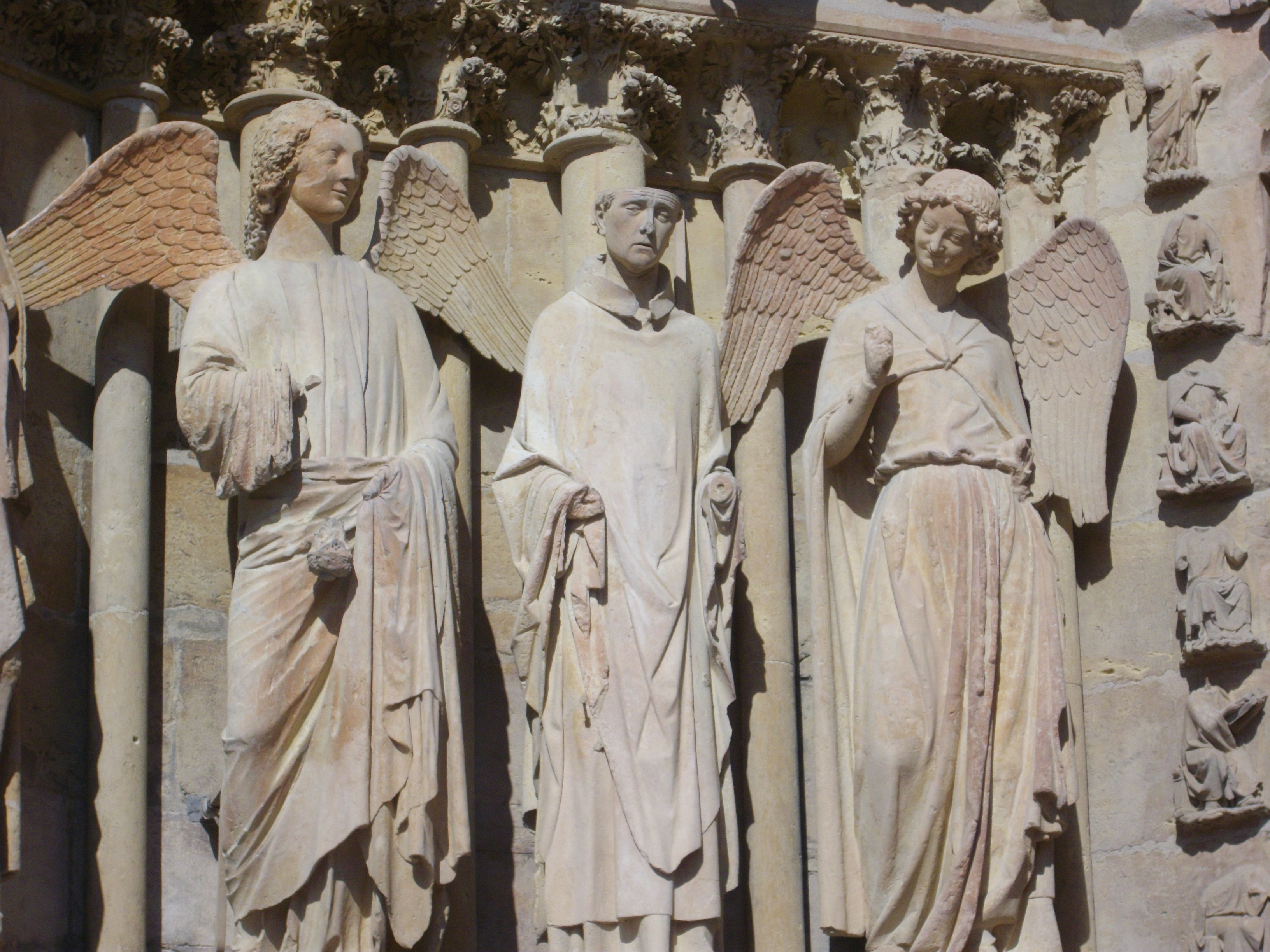
Skulpturenensemble mit dem Lächelnden Engel

Der Lächelnde Engel von Reims ist weder der einzige Engel im über 2300 Skulpturen umfassenden Bauschmuck der Kathedrale, noch die einzige Figur, die mit einem Lächeln dargestellt ist: Seit dem 13. Jahrhundert sind Skulpturen großer Engel mit ausgebreiteten Flügeln fester Bestandteil der Ausschmückung gotischer Kathedralen. Sie verleihen den Bauten nach Demouy (2009) „den Charakter einer befestigten Stadt, die von himmlischen Heerscharen bewacht wird“.
Der Lächelnde Engel ist Teil eines Ensembles aus drei überlebensgroßen, aus Kalkstein gehauenen Figuren: Je ein Engel zur Rechten und Linken begleiten eine männliche Figur in langem Gewand, der die Schädeldecke fehlt. Dabei steht der Lächelnde Engel zur Linken des Mannes und wendet ihm nach rechts hin sein Gesicht zu. Verglichen mit den benachbarten Skulpturen erscheint sein Körper länger, der rundliche Kopf im Verhältnis zum Körper eher klein. Der leicht fließende Faltenwurf des in der Taille über einem Gürtel gerafften Gewandes betont die im Kontrapost stehende, S-förmig nach links ausschwingende Gestalt. Ein Umhang ist über der Brust mit einer Brosche zusammengehalten. Die rechte Hand ist erhoben und hat einst wohl einen Gegenstand gehalten, die linke Hand ist verloren. Zwei ausgebreitete Flügel entspringen am Rücken.
Die Anordnung in einer Dreiergruppe greift die byzantinische Darstellungstradition der Deësis ebenso auf wie die der Sacra Conversazione und verleiht der Person in der Mitte eine besondere ikonografische Bedeutung. Die männliche Figur stellt wahrscheinlich einen Märtyrer-Bischof dar, diskutiert werden neben Saint Denis auch Nicasius von Reims, Oriculus von Reims und andere. Im Zuge der Restaurierung der Fassade nach dem Weltkrieg wies der Architekt Henri Deneux anhand der Positionsmarken nach, dass die ursprünglich vorgesehene Anordnung der Skulpturen schon im 13. Jahrhundert nicht eingehalten worden war: Der dem Lächelnden Engel auf der rechten Gewändeseite des Hauptportals symmetrisch gegenüber stehende Verkündigungsengel – der aus der gleichen Bildhauerwerkstatt stammt – war wohl ebenfalls als Begleiter des Märtyrers vorgesehen. Die beiden Engelsfiguren stehen beispielhaft für den „fließenden“ späten Reimser Stil der hochgotischen Bildhauerei.

## Rezeption

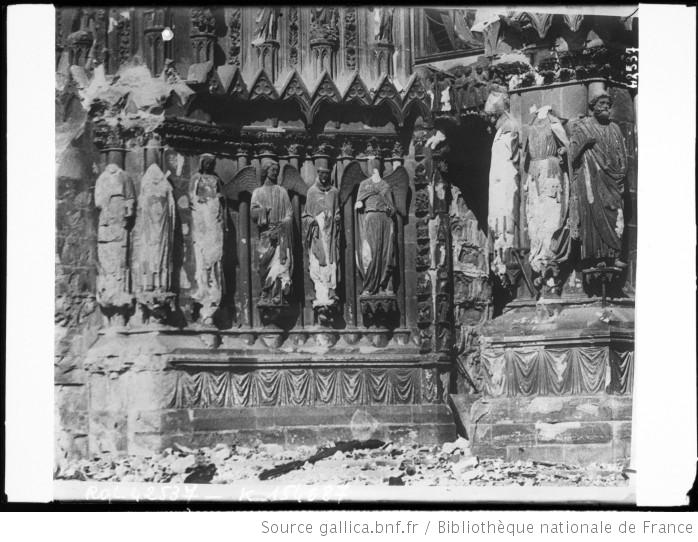
Beschädigte Skulpturen des Nordportals, 1914

Der Skulpturenschmuck der Kathedrale von Reims weckte schon im 19. Jahrhundert das Interesse und die Bewunderung der Kunsthistoriker: Eugène Viollet-le-Duc und Émile Mâle beschrieben die Bildwerke. André Michel prägte die Bezeichnung „Kathedrale der Engel“ und bewunderte das „leichte, spitze und fast maliziöse Lächeln“ des Verkündigungsengels am mittleren Portal. Der Engel des nördlichen Portals fand noch keine Beachtung.
Populär wurde die Figur des Lächelnden Engels erst infolge der schweren Beschädigung der Kathedrale durch deutschen Artilleriebeschuss im Ersten Weltkrieg: Am 19. September 1914 hatten deutsche Geschosse ein Gerüst am Nordturm der Kathedrale in Brand gesetzt. Das Feuer griff auf den Dachstuhl über, der völlig ausbrannte. Beim Einsturz des brennenden Gerüsts wurde der Skulpturenschmuck der Fassade zum Teil schwer beschädigt. Der Kopf des Lächelnden Engels wurde abgeschlagen und zerbarst beim Aufprall aus etwa 4,50 m Höhe in mehrere Teile.
Die Zerstörung der Kathedrale von Reims wurde in der französischen Öffentlichkeit als barbarischer Anschlag auf einen wehrlosen Erinnerungsort der französischen Nation angesehen und von der Kriegspropaganda ausgenutzt: Abbildungen des Lächelnden Engels vor und nach seiner Beschädigung verbreiteten sich, die zerstörte Skulptur wurde zur Ikone der kriegerischen Verwüstung und deutschen Barbarei: Ende 1915 erschien in der Zeitschrift L’Illustration erstmals eine ganzseitige Abbildung des Engelskopfes mit der Beschreibung L’Ange au sourire. Im Februar 1916 schrieb André Michel:

« L’ange de Reims ne sourira plus, par autorité de la justice allemande: Il est décapité. »

„Der Engel von Reims soll nicht mehr lächeln, laut Amtsgewalt der deutschen Justiz: Er ist geköpft.“

Die Fragmente der Fassadenskulpturen waren am Tag nach dem Brand in den Keller des Palais du Tau gebracht und dort aufbewahrt worden. 1915 fand man unter den angesammelten Trümmern den Kopf des Engels; Teile (Nase, rechtes Auge) waren jedoch endgültig verloren. 1925 begann die Restaurierung. Das Gesicht wurde nach einem vor dem Krieg entstandenen, im Musée des Monuments français aufbewahrten Gipsabguss ergänzt. Am 13. Februar 1926 erhielt der Engel seinen Kopf zurück.